# Procolobus verus
Il colobo verde o colobo di Van Beneden (Procolobus verus (Van Beneden, 1838)) è una specie di primate della famiglia dei Cercopitecidi.
Attualmente la specie è l'unica ascritta al genere Procolobus; tutte le altre che vi appartenevano un tempo, infatti, sono state trasferite nel nuovo genere Piliocolobus.

## Distribuzione
La specie occupa un areale che va dalla Liberia al Benin, con una piccola popolazione isolata che vive in Nigeria orientale. Il suo habitat naturale è costituito da foreste e paludi subtropicali o tropicali.

## Descrizione

### Dimensioni
Misura in totale meno di un metro di lunghezza, di cui più della metà spetta alla coda, per un peso di 3–4 kg: questi valori ne fanno il più piccolo rappresentante dei Colobinae.

### Aspetto
Il pelo è di colore bruno-olivaceo (da cui il nome comune) nella zona dorsale, mentre il ventre è grigiastro. Le mani la faccia è nerastra, così come le mani: queste ultime, di dimensioni piuttosto grandi rispetto al corpo, presentano pollici quasi del tutto atrofizzati, e ridotti ad un misero mozzicone.

## Biologia
Si tratta di animali diurni ed arboricoli, che vivono in gruppi di una decina d'individui, composti da un unico maschio dominante e numerose femmine e cuccioli. È una specie insolitamente silenziosa per essere un primate, inoltre tende spesso a formare gruppi con altre specie di cercopitecidi, probabilmente allo scopo di difendersi meglio da eventuali predatori.

### Alimentazione
Si tratta di animali erbivori, che si nutrono di foglie giovani, germogli e fiori.

### Riproduzione
Il maschio si accoppia con tutte le femmine del proprio gruppo durante il loro estro: la gestazione dura circa sei mesi, al termine dei quali la femmina mette al mondo un unico cucciolo. I colobi verdi sono l'unica specie di catarrine che è stata osservata portare in giro i piccoli tenendoli in bocca, comportamento tipico, in genere delle scimmie del Nuovo Mondo o di altri mammiferi sprovvisti di braccia con mani.

I cuccioli raggiungono la maturità sessuale fra i tre ed i sei anni: a questo punto, tendono spontaneamente ad allontanarsi dal gruppo natio, per entrare a far parte di un nuovo gruppo o tentare di crearsene uno proprio.